# WWE Royal Rumble (2022)
Der 35. WWE Royal Rumble 2022 war eine Wrestling-Veranstaltung der WWE, die als Pay-per-View auf dem WWE Network und dem Streaming-Portal Peacock ausgestrahlt wurde. Sie fand am 29. Januar 2022 im The Dome at America’s Center in St. Louis, Missouri, Vereinigte Staaten statt. Es war die 35. Austragung des Royal Rumble seit 1988. Die Veranstaltung fand zum zweiten Mal nach 2012 in Missouri statt.

## Hintergrund
Im Vorfeld der Veranstaltung wurden sechs Matches angesetzt. Diese resultierten aus den Storylines, die in den Wochen vor dem Royal Rumble bei Raw und SmackDown, den wöchentlichen Shows der WWE, gezeigt wurden. Als Hauptkampf wurde ein traditionelles Royal-Rumble-Match, eine 30-Mann-Battle-Royal angesetzt.

## Ergebnisse
| Matchart                                        |                       |             |                                | Zeit  |
| ----------------------------------------------- | --------------------- | ----------- | ------------------------------ | ----- |
| Singles-Match um die WWE Universal Championship | Seth Rollins          | bes. via DQ | Roman Reigns (C)               | 14:35 |
| 30-Frauen-Royal-Rumble-Match                    | Ronda Rousey          | bes.        | Charlotte Flair und 28 weitere | 59:42 |
| Singles-Match um die Raw Women’s Championship   | Becky Lynch (C)       | bes.        | Doudrop                        | 12:51 |
| Singles-Match um die WWE Championship           | Bobby Lashley         | bes.        | Brock Lesnar (C)               | 10:11 |
| Mixed-Tag-Team-Match                            | Edge und Beth Phoenix | bes.        | The Miz und Maryse             | 12:32 |
| 30-Mann-Royal-Rumble-Match                      | Brock Lesnar          | bes.        | Drew McIntyre und 28 weitere   | 51:20 |

### Royal-Rumble-Match (Männer)
| #  | Name              | Brand      | Eliminiert als | Eliminiert durch    | Zeit im Ring | Eliminierungen |
| -- | ----------------- | ---------- | -------------- | ------------------- | ------------ | -------------- |
| 01 | AJ Styles         | Raw        | 14             | Madcap Moss         | 29:19        | 06             |
| 02 | Shinsuke Nakamura | SmackDown  | 02.            | AJ Styles           | 06:03        | 0              |
| 03 | Austin Theory     | Raw        | 11.            | AJ Styles           | 22:47        | 0              |
| 04 | Robert Roode      | Raw        | 01.            | AJ Styles           | 04:40        | 0              |
| 05 | Ridge Holland     | SmackDown  | 12             | AJ Styles           | 14:46        | 0              |
| 06 | Montez Ford       | Raw        | 06.            | Omos                | 09:36        | 0              |
| 07 | Damian Priest     | Raw        | 07.            | Omos                | 11:17        | 0              |
| 08 | Sami Zayn         | SmackDown  | 04.            | AJ Styles           | 03:34        | 01             |
| 09 | Johnny Knoxville  | Free Agent | 03.            | Sami Zayn           | 01:55        | 0              |
| 10 | Angelo Dawkins    | Raw        | 05.            | Omos                | 02:26        | 0              |
| 11 | Omos              | Raw        | 08.            | AJ Styles           | 05:08        | 03             |
| 12 | Ricochet          | SmackDown  | 09.            | Happy Corbin        | 04:58        | 0              |
| 13 | Chad Gable        | Raw        | 13.            | Rick Boogs          | 08:43        | 0              |
| 14 | Dominik Mysterio  | Raw        | 10.            | Happy Corbin        | 03:56        | 0              |
| 15 | Happy Corbin      | SmackDown  | 17.            | Drew McIntyre       | 11:02        | 03             |
| 16 | Dolph Ziggler     | Raw        | 20.            | Bad Bunny           | 21:00        | 0              |
| 17 | Sheamus           | SmackDown  | 19.            | Bad Bunny           | 18:25        | 0              |
| 18 | Rick Boogs        | SmackDown  | 15.            | Happy Corbin        | 04:50        | 01             |
| 19 | Madcap Moss       | SmackDown  | 16.            | Drew McIntyre       | 19:56        | 01             |
| 20 | Riddle            | Raw        | 27.            | Brock Lesnar        | 20:16        | 02             |
| 21 | Drew McIntyre     | SmackDown  | 29.            | Brock Lesnar        | 022:18       | 02             |
| 22 | Kevin Owens       | Raw        | 22.            | Shane McMahon       | 11:41        | 01             |
| 23 | Rey Mysterio      | Raw        | 21.            | Otis                | 09:22        | 0              |
| 24 | Kofi Kingston     | SmackDown  | 18.            | Kevin Owens         | 00:54        | 0              |
| 25 | Otis              | Raw        | 24.            | Randy Orton, Riddle | 09:12        | 01             |
| 26 | Big E             | SmackDown  | 23.            | Randy Orton, Riddle | 06:57        | 0              |
| 27 | Bad Bunny         | Free Agent | 26.            | Brock Lesnar        | 08:02        | 02             |
| 28 | Shane McMahon     | Free Agent | 28.            | Brock Lesnar        | 06:02        | 01             |
| 29 | Randy Orton       | Raw        | 25.            | Brock Lesnar        | 03:02        | 02             |
| 30 | Brock Lesnar      | Free Agent | 0–             | Sieger              | 03:17        | 05             |

### Royal-Rumble-Match (Frauen)
| #  | Name            | Brand      | Eliminiert als | Eliminiert durch | Zeit im Ring | Eliminierungen |
| -- | --------------- | ---------- | -------------- | ---------------- | ------------ | -------------- |
| 01 | Sasha Banks     | SmackDown  | 03.            | Queen Zelina     | 09:48        | 02             |
| 02 | Melina          | Free Agent | 01.            | Sasha Banks      | 00:54        | 0              |
| 03 | Tamina          | Raw        | 05.            | Natalya          | 17:26        | 0              |
| 04 | Kelly Kelly     | Free Agent | 02.            | Sasha Banks      | 01:50        | 0              |
| 05 | Aliyah          | SmackDown  | 10.            | Charlotte Flair  | 22:54        | 0              |
| 06 | Liv Morgan      | Raw        | 17.            | The Bella Twins  | 37:34        | 01             |
| 07 | Queen Zelina    | Raw        | 09.            | Rhea Ripley      | 15:57        | 01             |
| 08 | Bianca Belair   | Raw        | 27.            | Charlotte Flair  | 47:55        | 01             |
| 09 | Dana Brooke     | Raw        | 04.            | Michelle McCool  | 02:45        | 0              |
| 10 | Michelle McCool | Free Agent | 13.            | Mickie James     | 24:05        | 01             |
| 11 | Sonya Deville   | SmackDown  | 07.            | Naomi            | 06:42        | 02             |
| 12 | Natalya         | SmackDown  | 24.            | Bianca Belair    | 36:49        | 02             |
| 13 | Cameron         | Free Agent | 06.            | Sonya Deville    | 01:32        | 0              |
| 14 | Naomi           | SmackDown  | 11.            | Sonya Deville    | 06:43        | 01             |
| 15 | Carmella        | Raw        | 08.            | Rhea Ripley      | 03:36        | 0              |
| 16 | Rhea Ripley     | Raw        | 26.            | Charlotte Flair  | 31:51        | 03             |
| 17 | Charlotte Flair | SmackDown  | 29.            | Ronda Rousey     | 32:35        | 05             |
| 18 | Ivory           | Free Agent | 12.            | Rhea Ripley      | 01:15        | 0              |
| 19 | Brie Bella      | Free Agent | 22.            | Ronda Rousey     | 19:45        | 04             |
| 20 | Mickie James    | Free Agent | 18.            | Lita             | 12:25        | 01             |
| 21 | Alicia Fox      | Free Agent | 15.            | Brie Bella       | 07:01        | 0              |
| 22 | Nikki A.S.H.    | Raw        | 21.            | Ronda Rousey     | 12:59        | 01             |
| 23 | Summer Rae      | Free Agent | 14.            | Natalya          | 01:13        | 0              |
| 24 | Nikki Bella     | Free Agent | 20.            | Brie Bella       | 08:53        | 03             |
| 25 | Sarah Logan     | Free Agent | 16.            | The Bella Twins  | 01:08        | 0              |
| 26 | Lita            | Free Agent | 25.            | Charlotte Flair  | 10:59        | 01             |
| 27 | Molly Holly     | Free Agent | 19.            | Nikki A.S.H.     | 01:12        | 0              |
| 28 | Ronda Rousey    | Free Agent | 0–             | Siegerin         | 10:59        | 04             |
| 29 | Shotzi          | SmackDown  | 23.            | Ronda Rousey     | 03:22        | 0              |
| 30 | Shayna Baszler  | SmackDown  | 28.            | Charlotte Flair  | 05:52        | 0              |

| Funktion      | Name            |
| ------------- | --------------- |
| Kommentatoren | Byron Saxton    |
| Kommentatoren | Pat McAfee      |
| Kommentatoren | Jimmy Smith     |
| Kommentatoren | Corey Graves    |
| Kommentatoren | Michael Cole    |
| Pre-Show      | Kayla Braxton   |
| Pre-Show      | Kevin Patrick   |
| Pre-Show      | Peter Rosenberg |
| Pre-Show      | Booker T        |
| Pre-Show      | Jerry Lawler    |
| Pre-Show      | Sonya Deville   |
| Ringansager   | Mike Rome       |
| Ringansager   | Samantha Irvin  |

## Besonderheiten
- Seth Rollins kam für sein Match um die WWE Universal Championship gegen Roman Reigns, mit dem The Shield Theme und der damaligen Kleidung zum Ring.
- Ronda Rousey feierte ihre Rückkehr beim Royal Rumble Match und gewann dies.